# Cratere Gamow
Gamow è un grande cratere lunare di 113,92 km situato nella parte nord-occidentale della faccia nascosta della Luna, a sudest del cratere Schwarzschild.
La struttura è erosa e usurata, e presenta un bordo che è stato interessato da impatti multipli. Il cratere minore 'Gamow V' è adiacente al bordo occidentale esterno e la coppia di crateri uniti 'Gamow A' e 'Gamow B' si sovrappongono sul lato nordest. La parte più danneggiata del bordo si trova a est, mentre quella ad ovest è quasi libera da impatti. La parete occidentale interna mostra una struttura scanalata e nelle vicinanze del punto centrale è presente un cosiddetto palimpsest, ovvero un cratere fantasma costituito solo dal bordo che si staglia sulla superficie interna livellata.
Il cratere è dedicato al cosmologo russo George Gamow.

## Crateri correlati
Alcuni crateri minori situati in prossimità di Gamow sono convenzionalmente identificati, sulle mappe lunari, attraverso una lettera associata al nome.
| Gamow | Coordinate             | Diametro (in km) |
| ----- | ---------------------- | ---------------- |
| A     | 67°07′48″N 148°15′00″E | 27,77            |
| B     | 66°17′24″N 148°51′36″E | 24,54            |
| U     | 66°23′24″N 136°36′00″E | 32               |
| V     | 66°07′48″N 139°15′36″E | 44,96            |
| Y     | 67°42′00″N 143°17′24″E | 26,77            |